# Paulistas
Los paulistas son los naturales del estado de São Paulo.

## Historia

### Origen de los paulistas

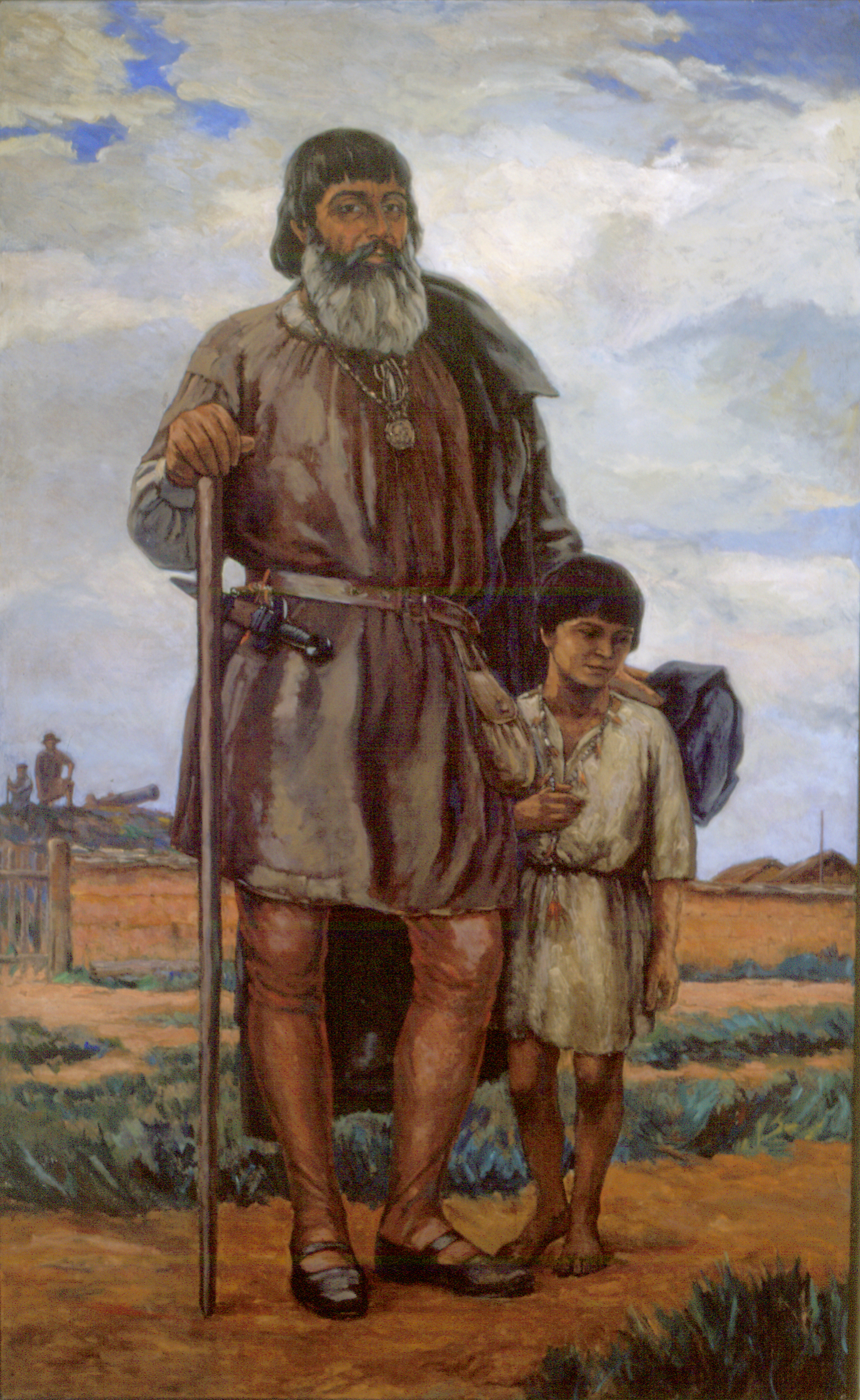
Ramalho y su hijo.

La historia paulista comienza con la llegada de João Ramalho Maldonado, un aventurero y explorador portugués nacido en Vouzela, considerado el "padre de los paulistas" y el "fundador de la paulistanidad". Ramalho partió de Portugal continental hacia Terra de Vera Cruz cuando Catarina Fernandes das Vacas, quien era su esposa, estaba embarazada; no se conocen las razones que lo llevaron a abandonar Europa. Viviendo en tierras paulistas, probablemente desde 1508, veinticuatro años antes del inicio de la colonización portuguesa en la región, pronto se adaptó a la tierra ya los indígenas, conociendo a Tibiriçá, un cacique que se convirtió en su amigo.
Ramalho se unió a la india Bartira, hija de Tibiriçá. La ceremonia de la boda siguió una tradición indígena, por lo que se estableció una sociedad entre el padre de Bartira y João Ramalho, al punto que Tibiriçá no hizo nada sin antes consultar a su yerno. Aunque era portugués, Ramalho estaba totalmente indigenizado, su vida y la de sus hijos imitaba la de los indígenas, Ramalho tenía muchas mujeres además de Bartira, sus hijos andaban con hermanas y tenían hijos con ellas, iban a la guerra con los indígenas y sus fiestas eran como las de los indígenas, andaban desnudos como los mismos indígenas. Como no estaba casado en el papel, se metió en problemas con los jesuitas, siendo expulsado de una misa y luego excomulgado por la Iglesia Católica.
Con la unión de Ramalho y Bartira, se generó una gran familia de caboclos, que se extendió por generaciones, dando así origen a los primeros paulistas, que debido a la pobreza, dio lugar a muchos futuros bandeirantes que vendrían a explorar el interior de América del Sur, expandir el territorio paulista y difundir su cultura, que sufrió muchas influencias europeas, predominantemente italianas, con la inmigración iniciada a partir de finales del siglo XIX.

## Idioma paulista
Inicialmente, los paulistas, así como otras poblaciones de los territorios paulistanicos, se comunicaban en lengua general paulista, una lengua criolla formada en el siglo XVI a partir de dialectos del antiguo tupi, con influencias del portugués y español. A principios del siglo XVII, los bandeirantes paulistas iniciaron una serie de incursiones contra las misiones jesuitas españolas en busca de esclavos guaraníes para trabajar en tierras paulistas. Como resultado, el contacto establecido durante este periodo de guerras entre los paulistas y los españoles aportó elementos del idioma guaraní a la lengua.
Hoy tiene algunos registros, siendo una lengua muerta debido a la inmigración masiva y la lengua portuguesa obligatoria impuesta por los gobiernos de Brasil, inicialmente a partir de 1758, con un decreto de Marqués de Pombal.

## Población
La población de São Paulo en 2020 era de 46,6 millones de habitantes, siendo el estado más poblado de Brasil, 52,65% de su población es femenina y el 47,35% masculina.
En 2010, 20,60% (8 millones) de la población de São Paulo era de otras unidades de la federación brasileña, principalmente de Bahía (1,7 millón), Minas Gerais (1,6 millón) y Paraná (1,0 millón). São Paulo es el estado que más inmigrantes recibe de otras unidades federativas del Brasil, también es el estado con mayor número de inmigrantes internacionales con la mayoría de Bolivia (115 mil), Haití (37 mil) y China (35 mil).
La mayoría de los paulistas tienen ascendencia italiana, con 13 millones de descendientes en el estado (lo que representa el 32,5% de la población de São Paulo). São Paulo tiene la mayor comunidad de italianos fuera de Italia . Según el censo de 1920, de los 558.405 italianos que vivían en Brasil, 398.797 italianos residían en el Estado de São Paulo. La mayoría de los paulistas también tienen ascendencia portuguesa, japonesa, alemana, entre otros.

## Religión
66,12% de la población del estado es católica, 24,1% es evangélica, 3,3% es espiritista, 0,3% es de religión afrobrasileña, 5,1% no tiene religión y 3,0% forma parte de alguna religión asiática.